# Jan z Reguł
Jan z Reguł herbu Starykoń (ur. ok. 1435 w Regułach, zm. 8 września 1515 w Krakowie) - doktor filozofii i medycyny, profesor i rektor Uniwersytetu Krakowskiego, nadworny lekarz królów: Kazimierza Jagiellończyka, Aleksandra i Zygmunta Starego.
Studiował w Akademii Krakowskiej uzyskując kolejno stopień bakałarza i magistra, kontynuował studia we Włoszech zakończone uzyskaniem doktoratu. W Krakowie w Akademii objął w katedrę medycyny po Piotrze Gaszowcu. W 1482 roku wszedł do rady miejskiej i zasiadał w niej do roku 1515 włącznie. Powoływany do rady urzędującej, pełnił w przypadającej na niego kolejności funkcję burmistrza. Od wojewody podlaskiego Jana Sapiehy dostał ogród za bramą Mikołajską. Był właścicielem wsi Reguły i Korale na Mazowszu. W 1495 książę Konrad III nadał mu wsie Komorniki i Wola Komornicką pod warunkiem iż będzie on jego nadwornym lekarzem i będzie przebywał stale na jego dworze, nie oddalając się bez zezwolenia księcia pod utratą tych dóbr. W 1509 darował swemu synowi Mikołajowi wsie  Borakowo, Komorniki, Wolę Komornicką i część Reguł. Liczne obowiązki powodowały, że Jan zaniedbał zajęcia uniwersyteckie, co spowodowało wstrzymanie płacy i interwencję królewską, nie przeszkodziło to jednak w dalszej karierze czterokrotnie w 1500, 1502, 1507 i 1508 wybrany został na stanowisko rektora uczelni. W momencie śmierci  w radzie miejskiej pozostawił kwotę 400 złotych węgierskich, z których 12 grzywien miało być przeznaczanych na potrzeby Akademii Krakowskiej.